# Kék gurámi
A kék gurámi (Trichopodus trichopterus) a sugarasúszójú halak (Actinopterygii) osztályába a sügéralakúak (Perciformes) rendjábe és a gurámifélék (Osphronemidae) családjába tartozó faj.
Hosszúkás ovális testű, finom, halványkék színű hal. Oldalán két folt található, valamint egy sötét szemfolt, ami eléggé elöl ül a kis fejen. Színtelen úszóin kék pettyek vannak.

## Előfordulása
Délkelet-Ázsia, Burma, Malajzia, Thaiföld és Vietnám folyói és tavai. Fogságban kitenyésztettek más színű változatokat is. Kevesen tudják, hogy az oly népszerű aranygurámi és a márványgurámi is gyakorlatilag kék gurámi, csak a szelektív tenyésztés során színüket megváltoztatták.

## Megjelenése
Testhossza 13-15 centiméter. A nagyobb állatokon az ivarokat a hátúszó alapján ismerhetjük fel. A nősténynek lekerekített, a hímnek hosszabbra nyúlt, csúcsos végű hátúszója van. Ívási időszakban a nőstények megtelnek ikrákkal, kissé "ducivá" válnak. A teljesen kifejlett hímek fonalszerű hasúszója narancssárga színű.
|  |

## Életmódja
Az egyik legkevésbé érzékeny díszhal. Mint a legtöbb labirintkopoltyús hal, kedveli a magasabb vízhőmérsékletet, és a kevéssé mozgó vizet. Kedvező körülmények között akár a tízéves kort is megérheti. A szabad természetben ragadozó életmódot folytat, de fogságban mindenevő, bár előnyben részesíti az élő eleséget.
Békés, szívós és szapora  faj. Ideális társas akváriumba, tartható vitorláshalakkal és más gurámifajokkal is.

## Szaporodása
A szaporodásra készülő hímek egyes esetekben meglehetősen harciassá válhatnak. A fajtársakon kívül az idegen fajtájú halakat általában nem bántják. A legjobb, ha egy medencében csak egy hímet hagyunk. Ha a víz elég meleg a hím habfészket készít, a nőstény ebbe rakja 500-1000 ikráját. A hím párosodáskor átöleli testével a nőstényt a habfészek alatt, majd miután az ikrarakás befejeződött, a hím elüldözi a nőstényt. Ilyenkor biztosítsunk sok búvóhelyet a nősténynek, vagy távolítsuk el, mert a hím akár halálra is üldözheti. Mivel az ikrák elég olajosak és nehezek, elkezdenek lehullani, de a hím összeszedegeti és visszaköpdösi őket a habfészekbe. 24 óra múlva kelnek ki a lárvák. Kezdetben még úszóképtelenek, apjuk vigyáz rájuk. 3 napos korban elhagyják a fészket, hogy élelmet keressenek. Ekkor már elkezdhetjük őket sóféreglárvákkal etetni.

## Lásd továbbá
- Édesvízi akváriumi halak listája

## Külső hivatkozások
- Diszhal-info.extra.hu